# Огороднік Сергій Олександрович
Сергі́й Олекса́ндрович Огоро́днік (14 серпня 1985 , Малин, Житомирська область  — 20 липня 2018 , Україна ) — солдат Збройних сил України, учасник російсько-української війни.

## З життєпису
з 12.01.2014 по 03.04.2015 року проходив військову службу у складі 30-ї окремої механізованої бригади. З початком російської збройної агресії проти України у 2014 році виконував бойові завдання на сході країни. За бойові заслуги нагороджений орденом.
У подальшому проходив військову службу за контрактом в 14-ій окремій механізованій бригаді.
Загинув у ніч проти 20 липня 2018 року в зоні бойових дій під час чергування на блокпосту.
Похований на старому Городищанському кладовищі Малина.
Без Сергія лишилися мама й сестра.

## Нагороди
26 липня 2014 року — за особисту мужність і героїзм, виявлені у захисті державного суверенітету та територіальної цілісності України, вірність військовій присязі під час російсько-української війни, відзначений — нагороджений орденом «За мужність» III ступеня.